# Manobiella
Manobiella es un género de escarabajos  de la familia Chrysomelidae. En 1993 Medvedev describió el género. Contiene las siguientes especies:
- Manobiella apicalis Medvedev, 2001
- Manobiella longirostris Medvedev, 1993
- Manobiella robusta Medvedev, 2001